# Peraleda del Zaucejo
Peraleda del Zaucejo är en kommun i Spanien.   Den ligger i provinsen Provincia de Badajoz och regionen Extremadura, i den centrala delen av landet, 270 km sydväst om huvudstaden Madrid. Antalet invånare är 612. Arean är 164 kvadratkilometer.
Terrängen i Peraleda del Zaucejo är platt söderut, men norrut är den kuperad.